# Ian Lawson (Offizier)
Ian Douglas Napier Lawson CB CBE DFC AE (* 11. November 1917; † 22. Januar 1998) war ein britischer Luftwaffenoffizier der Royal Air Force, der zuletzt im Range eines Generalmajors (Air Vice Marshal) zwischen 1967 und 1969 stellvertretender Chefberater des Verteidigungsministeriums für Personal und Logistik war. Für seine Verdienste während des Zweiten Weltkrieges wurde er unter anderem drei Mal im Kriegsbericht erwähnt (Mentioned in dispatches).

## Leben

### Pilotenausbildung und Zweiter Weltkrieg
Lawson begann nach Abschluss der London Polytechnic 1934 seine berufliche Tätigkeit beim Flugzeughersteller de Havilland Aircraft Company und war dort bis 1939 beschäftigt. 1938 trat er als Sergeant in die Freiwilligenreserve der Luftwaffe RAFVR (Royal Air Force Volunteer Reserve) ein, hatte aber bis zum Beginn des Zweiten Weltkrieges lediglich vierzig Flugstunden absolviert. Daraufhin wurde er zum Royal Air Force College Cranwell versetzt, der Offiziersschule der britischen Luftstreitkräfte, um dort seine Pilotenausbildung abzuschließen. Nach einer weiteren Flugausbildung in der Operativen Ausbildungseinheit 11 (No. 11 Operational Training Unit RAF) auf dem Militärflugplatz RAF Bassingbourn sowie seiner Beförderung zum Leutnant (Pilot Officer) am 22. September 1940 wurde er im November 1940 Pilot der No. 214 Squadron RAF, in der er Vickers Wellington-Bomber flog.
Nach zwölf Einsätzen mit dieser Staffel wurde Lawson im März 1941 in den Mittleren Osten entsandt, um dort in der No. 148 Squadron RAF als Pilot und Fliegerischer Kommandeur zu dienen. In der Folgezeit nahm er an Einsätzen auf Zielen in Nordafrika, Kreta, Sizilien und Jugoslawien teil. Nach seinen Beförderungen zum Oberleutnant (Flying Officer) am 22. September 1941 sowie der Verleihung des Distinguished Flying Cross (DFC) am 30. Januar 1942 wurde er am 22. September 1942 dort auch zum Hauptmann (Flight Lieutenant) befördert. Anschließend fand er noch eine kurzzeitige Verwendung als Fliegerischer Kommandeur der No. 70 Squadron RAF, ehe er am 18. März 1943 als Gruppen-Ausbildungsinspekteur zur No. 205 Group RAF wechselte. Während seiner dortigen Verwendung wurde ihm am 25. Mai 1943 eine Spange (Bar) zum DFC verliehen.
Bereits im August 1943 wurde Lawson dem Bomberkommando (RAF Bomber Command) unterstellt, wo er sich als Offizier mit den neuesten technischen Entwicklungen bei Bombern beschäftigte und an Einsätzen teilnahm. Anschließend wechselte er am 1. Januar 1944 in den Stab der Alliierten Luftstreitkräfte im Mittelmeerraum MAAF (Mediterranean Allied Air Forces) und war dort bis Kriegsende als Gruppenleiter für Operationen im Einsatz. Am 14. Januar 1944 sowie am 1. Januar 1945 wurde er aufgrund seiner militärischen Verdienste erneut im Kriegsbericht erwähnt (Mentioned in dispatches).

### Stabsoffizier in der Nachkriegszeit
Nach Kriegsende wurde Lawson am 5. Juni 1945 Offizier im Verwaltungsstab des Bomberkommandos. Für seine weiteren Verdienste wurde er 1945 mit dem Air Efficiency Award (AE) geehrt sowie am 9. Oktober 1945 mit dem Offizierskreuz des US-amerikanischen Legion of Merit ausgezeichnet. Darüber hinaus erhielt er am 1. Januar 1946 eine dritte Erwähnung im Kriegsbericht. Am 2. April 1946 wurde er zum Major (Squadron Leader) befördert und als Berufssoldat (Permanent Commission) in die RAF übernommen, wobei die Beförderung und die Einstellung auf den 1. September 1945 zurückdatiert wurden. Nachdem er 1946 das RAF Staff College Bracknell absolviert hatte, wurde er 1946 in den Stab der Abteilung für Kontrolle und Stabsausbildung des Luftwaffenstabes versetzt. 1947 wurde er Offizier in der Hauptabteilung Personal im Luftfahrtministerium (Air Ministry) und besuchte anschließend 1948 die Schule für Land- und Luftkriegsführung (School of Land/Air Warfare) in Old Sarum, die aus der bisherigen Luftunterstützungsschule (School of Air Support) hervorgegangen ist.
Im September 1949 übernahm Lawson den Posten als Kommandeur (Commanding Officer) der mit Douglas DC-3 Dakota-Transportflugzeugen ausgestatteten No. 10 Squadron RAF und danach im November 1950 als Kommandeur der No. 683 Squadron RAF, die mit viermotorigen Bombern vom Typ Avro Lancaster ausgerüstet war. Während einer darauf folgenden Verwendung als Kommandeur der mit Vickers Valetta- und Handley Page Hastings-Transportflugzeugen ausgestatteten No. 216 Squadron RAF wurde er am 1. Juli 1952 zum Oberstleutnant (Wing Commander) befördert. Im Anschluss absolvierte er ab Januar 1953 einen Lehrgang am Joint Services Staff College (JSSC) und fand danach 1953 Verwendung im Luftfahrtministerium, ehe er ab 1956 einen weiteren Lehrgang am RAF Flying College absolvierte.
Im Juli 1957 wurde Lawson Kommandeur des Fluggeschwaders des Luftwaffenstützpunktes RAF Lyneham. Nachdem er am 1. Juli 1958 zum Oberst (Group Captain) befördert wurde, übernahm er 28. Juli 1958 den Posten als Gruppenleiter für Planung im Hauptquartier des Lufttransportkommandos (RAF Transport Command).

### Aufstieg zum Air Vice Marshal
Im Anschluss wurde er am 3. April 1961 Kommandeur des Luftwaffenstützpunktes RAF Lyneham. Am 10. Juni 1961 wurde er Commander des Order of the British Empire (CBE). Am 3. Dezember 1961 übernahm er als Air Officer in charge of Administration (AOA) Stabsoffizier für Verwaltung der Luftstreitkräfte im Mittleren Osten AFME (Air Forces Middle East) wurde. Dort erhielt er am 1. Januar 1963 seine Beförderung zum Air Commodore.
Lawson wurde am 28. Juli 1964 Nachfolger von Air Commodore Michael Lyne Kommandant des RAF College Cranwell und wurde in dieser Verwendung am 1. Juli 1965 auch zum Generalmajor (Air Vice Marshal) befördert. Zwischenzeitlich erfolgte am 1. Januar 1965 seine Berufung zum Companion des Order of the Bath (CB). Er verblieb Kommandant der Luftwaffenoffiziersschule bis zu seiner Ablösung durch Air Vice Marshal Neville Stack. Zuletzt wurde er am 1. Februar 1967 stellvertretender Chefberater des Verteidigungsministeriums für Personal und Logistik und übte diesen Posten bis zu seinem Ausscheiden aus dem aktiven Militärdienst am 8. September 1969 aus.
Nach seinem Eintritt in den Ruhestand kehrte Lawson in die Luftfahrtindustrie zurück und wurde Berater des Flugzeugherstellers British Aircraft Corporation (BAC) sowie anschließend zwischen 1974 und 1979 Leiter von deren Verkaufsabteilung in Weybridge. 1979 übernahm er die Funktion als Hauptgeschäftsführer für das Zivilluftfahrt-Marketing von British Aerospace (BAe), ehe er zwischen 1981 und 1982 Mitglied des Aufsichtsrates von Gloster Air Holdings Ltd war.